# Loose Ends
Loose Ends - wydana pośmiertnie kompilacja utworów Jimiego Hendriksa. Została wyprodukowana i zmiksowana przez Johna Jansena występującego pod pseudonimem, jako „Alex Trevor”.

## Lista utworów
Autorem wszystkich utworów, chyba że zaznaczono inaczej jest Jimi Hendrix.
| Strona A | Strona A                                       | Strona A |
| Nr       | Tytuł utworu                                   | Długość  |
| -------- | ---------------------------------------------- | -------- |
| 1.       | „Come Down Hard on Me”                         | 2:59     |
| 2.       | „Blue Suede Shoes” (Perkins)                   | 3:58     |
| 3.       | „Jam 292”                                      | 3:49     |
| 4.       | „The Stars That Play with Laughing Sam's Dice” | 4:20     |
| 5.       | „Drifter’s Escape” (Dylan)                     | 3:02     |
|          |                                                | 18:08    |

| Strona B | Strona B                                    | Strona B |
| Nr       | Tytuł utworu                                | Długość  |
| -------- | ------------------------------------------- | -------- |
| 1.       | „Burning Desire”                            | 9:30     |
| 2.       | „I'm Your Hoochie Coochie Man” (Dixon)      | 5:59     |
| 3.       | „Have You Ever Been (To Electric Ladyland)” | 1:32     |
|          |                                             | 17:01    |

## Artyści nagrywający płytę
- Jimi Hendrix – gitara, śpiew, gitara basowa – B3
- Billy Cox – gitara basowa – A1, A2, A3, A5, B1, B2, śpiew towarzyszący – B1
- Mitch Mitchell – perkusja – A1, A3, A4, A5
- Buddy Miles – perkusja – A2, B1, B2, śpiew towarzyszący – B1, B2
- Noel Redding – gitara basowa – A4
- Sharon Layne – pianino – A3

## Daty nagrań poszczególnych utworów
- „Come Down Hard on Me” – nagrywano w Electric Lady Studios w Nowym Jorku 15 lipca 1970
- „Blue Suede Shoes” – nagrywano  w Record Plant w Nowym Jorku 23 stycznia 1970
- „Jam 292” – nagrywano  w Record Plant 14 maja 1969
- „The Stars That Play with Laughing Sam's Dice” – nagrywano  w Mayfair Studios w Nowym Jorku 18 i 29 lipca 1970
- „Drifter’s Escape” – nagrywano  w Electric Lady Studios 17 czerwca 1970
- „Burning Desire” – nagrywano w Record Plant 19 grudnia i 23 stycznia
- „I'm Your Hoochie Coochie Man” – nagrywano w Record Plant 19 grudnia i 23 stycznia
- „Have You Ever Been to Electric Ladyland” – nagrywano w Record Plant 14 czerwca 1968